# Pleurochaete beccarii
Pleurochaete beccarii är en bladmossart som beskrevs av Gustavo Venturi 1872. Pleurochaete beccarii ingår i släktet Pleurochaete och familjen Pottiaceae. Inga underarter finns listade i Catalogue of Life.